# ماكس شوت
ماكس شوت (بالإنجليزية: Max Schott)‏ (12 فبراير 1935)؛ روائي أمريكي.